# Formación Chichinales
La Formación Chichinales, es una unidad litoestratigráfica cuya datación se ubica en el Oligoceno superior y Mioceno inferior a medio, presente en gran parte de la Provincia de Río Negro, Argentina. 
Recibe su nombre de la localidad tipo y se extiende en gran parte de la provincia de Río Negro. Aflora en el valle de Río Negro, en las localidades de General Roca y Villa Regina, bordeando la margen sur del Río Negro. Parte de los más importantes afloramientos se encuentran dentro del área natural protegida Paso Córdova.
La Formación Chichinales, a grandes rasgos, está conformada por areniscas grisáceas, tobas blanquecinas, limolitas y arcilitas verdosas con niveles de paleosuelos. Se divide en 3 miembros: inferior, medio y superior. 
El inferior se compone de areniscas castaño grisáceas con estratificación entrecruzada de bajo ángulo, alternada con tufitas castaño claras, areniscas tobáceas, areniscas con cemento carbonático y lutitas. En este miembro es común la presencia de troncos fósiles "opalizados". El miembro medio está conformado por paleosuelos y secuencias de limolitas, lutitas y arenas finas que en algunos sectores conforman lentes en forma de canales fluviales. Finalmente, el miembro superior está representado por niveles más homogéneos de tobas, tufitas gris blanquecinas, limolitas, arcilitas verdes y areniscas tobáceas (Hugo y Leanza, 2001). Este miembro, en algunos sectores, está interdigitado lateralmente con niveles marinos marginales de la Formación Gran Bajo del Gualicho (Oligoceno superior-Plioceno inferior).